# Farsanzes
Farsanzes, właśc. Tyberiusz Juliusz Farsanzes (gr.: Τιβέριος Ἰούλιος Φαρσανζης, Tibérios Ioúlios Farsanzēs) (zm. 261) – król Bosporu z dynastii Asandrydów w latach 253-255 i od 257 do swej śmierci.
Farsanzes był prawdopodobnie najstarszym synem króla Bosporu Tyberiusza Juliusza Reskuporisa IV Filokajsara Filoromajosa Eusebesa. Jego matka jest nieznana. Nie wiadomo nic o jej statusie (żona czy konkubina). Prawdopodobnie była ona pierwszą żoną Reskuporisa IV. Farsanzes przez ojca był perskiego, greckiego, rzymskiego, trackiego oraz prawdopodobnie sarmackiego pochodzenia. Jego ojciec bowiem miał przodków z dynastii Mitrydatydów, Seleucydów, Antypatrydów, Antygonidów, trackiej sapejskiej, rzymskiego rodu Antoniuszów. Przez triumwira rzymskiego Marka Antoniusza, Sauromates III był spokrewniony z różnymi członkami dynastii julijsko-klaudyjskiej, pierwszej dynastii rządzącej cesarstwem rzymskim.
Niewiele wiemy o życiu i panowaniu Farsanzesa. Informacje o nim głównie pochodzą ze źródeł numizmatycznych. W 253 r. doszło w niewiadomym nam sposobie do utraty tronu przez Reskuporisa IV na rzecz Farsanzesa. Jest taka możliwość, że Farsanzes mógł mieć jakieś związki z Gotami, dzięki którym uzyskał tron. Jego tytuł królewski na zachowanych monetach w języku greckim brzmi ΒΑCΙΛΕѠC ΦΑΡCΑΝΖΟΥ („[Moneta] króla Farsanzesa”). W czasie swego panowania był współczesny panowaniu Galiena, cesarza rzymskiego. W 255 r., po dwóch latach rządów, utracił tron na rzecz ojca. Nie złożył broni, bowiem po dwóch latach ponownie objął władzę w 257 r. Utrzymywał się na tronie bosporańskim do swej śmierci w 261 r. Prawdopodobnie nie był żonaty ani nie miał potomstwa. Po jego śmierci ojciec Reskuporis IV po raz trzeci objął rządy.